# Lajen
Lajen ([ˈlaˑjən]; italienisch Laion, ladinisch Laion oder Laiun) ist eine italienische Gemeinde mit 2808 Einwohnern (Stand 31. Dezember 2023) am Übergang vom Eisacktal nach Gröden in Südtirol.

## Geographie

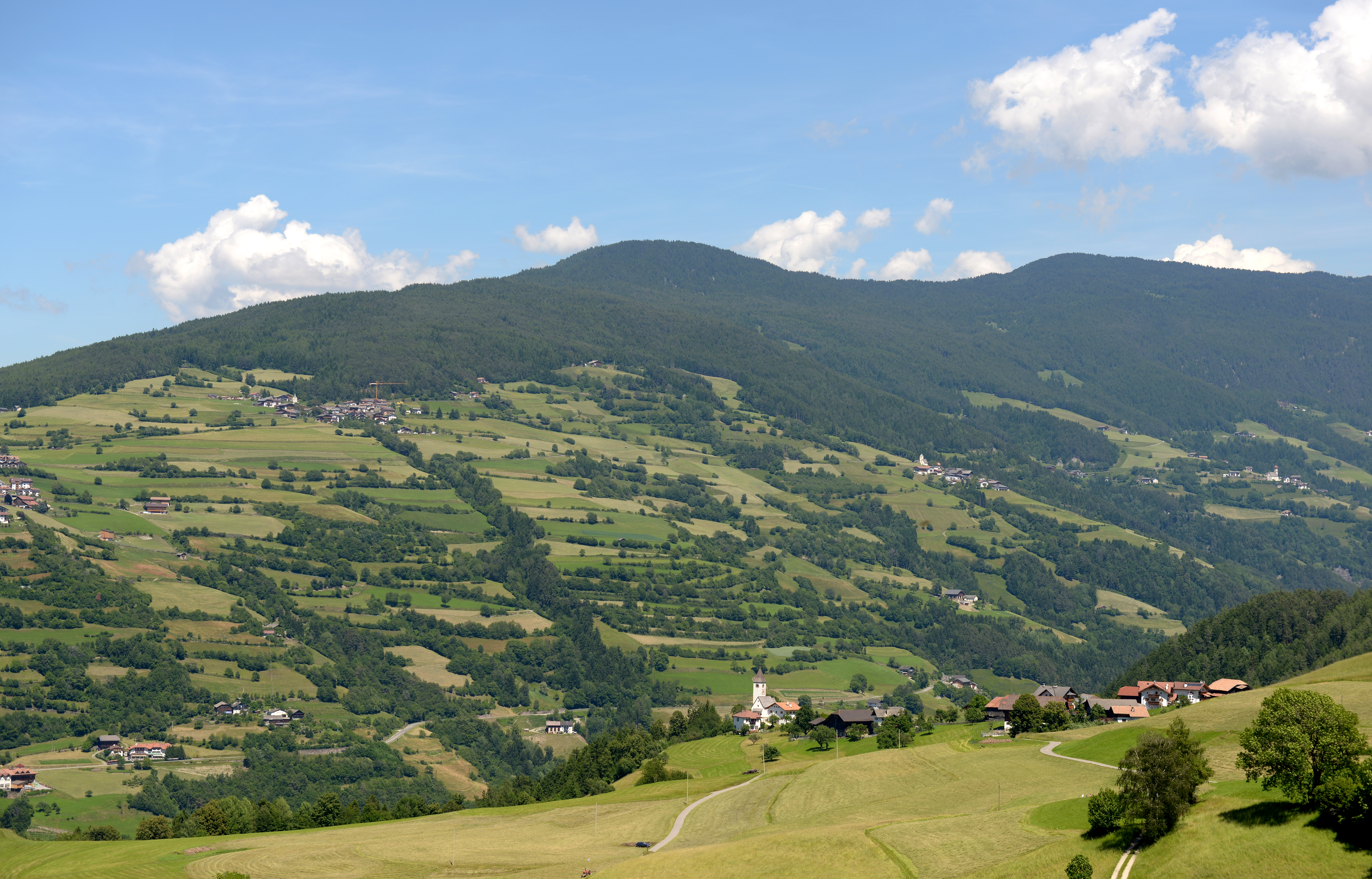
Blick von Südwesten auf den Lajener Bergrücken mit den Ortschaften Tschöfas, Tanirz und St. Peter an den Talhängen (im Vordergrund das zur Gemeinde Kastelruth gehörende Tagusens)

Die Gemeinde Lajen umfasst Gebiete im Eisacktal und in Gröden. Sie erstreckt sich über einen von Wald und Wiesen geprägten Bergrücken, der den westlichsten Ausläufer der Geislergruppe der Dolomiten darstellt. Im Westen bildet der Eisack, im Süden der Grödner Bach die Gemeindegrenze. Im Norden endet das Gemeindegebiet knapp jenseits der Wasserscheide an den bereits zum Villnößtal abfallenden Hängen, im Osten an der Bergkante von Außerraschötz, wo Lajen auf 2282 m seinen höchsten Punkt findet.
Der Hauptort Lajen liegt auf etwa 1100 m s.l.m. auf einer Mittelgebirgsterrasse am Übergang vom Grödner ins Eisacktal. Die Gehöfte und Weiler unterhalb davon in talnäheren Lagen werden der Fraktion Lajener Ried zugerechnet (unterteilt in Außerried, Innerried, Oberried und Unterried). Nördlich vom Hauptort befinden sich an den ostseitigen, orographisch linken Hängen des Eisacktals das Dorf Albions (880 m) und die Streusiedlung Freins (1100 m). Östlich vom Hauptort reihen sich an den nordseitigen, orographisch rechten Hängen des Grödner Tals die Siedlungen Tschöfas (1200 m), Tanirz (1170 m) und St. Peter (1200 m), zu dem auch die kleine Ortschaft St. Peter im Tal (950 m) am Grödner Bach gehört. Die Örtlichkeit Pontives (1100 m) bildet den östlichen Endpunkt des zu Lajen zählenden Talabschnitts und markiert den Übergang zum noch heute überwiegend ladinischen Gröden.

## Geschichte
Eine Besiedelung des Raumes Lajen kann man bis in die Steinzeit zurückverfolgen (etwa 6000 Jahre v. Chr.). Tatsächlich ist auf der Raschötz (dem Hausberg von Lajen) ein Jägerrastplatz aus dieser Zeit nachgewiesen worden. Ebenso wurde Steinwerkzeug gefunden.
Am Wasserbühl und Wetterkreuzbühel lässt sich eine bronze- und eisenzeitliche Vorgängersiedlung von Lajen ausmachen. Von ihr könnte der Name Lajen ursprünglich kommen. Durch die klimatisch günstige Lage konnte sich die Siedlung gut entwickeln. Ein Menhir wurde bei Grabungen dort entdeckt. Dieser Menhir wurde aus Gneis (Granitgneis/Orthogneis) hergestellt. Er misst eine Länge von 170 und eine Höhe von 160 Zentimeter und ist maximal 40 Zentimeter breit. Das Gewicht des Menhirs liegt etwa bei 1500 kg. Auf dem Menhir befindet sich eine anthropomorphe Darstellung mit Schulter-, Hals- und Kopfpartie. Zudem findet man zwei Dolche, wovon einer nicht eindeutig erkennbar ist. Aus der Eisenzeit wurde ein rätisches Haus gefunden. Das Gebäude wird in eine Zeit zwischen dem 5. und 3. Jh. v. Chr. eingeordnet. Mehrere römerzeitliche Münzfunde attestieren die Besiedlung des Bühels bis in die ersten Jahrhunderte nach Christi Geburt.
Im Mittelalter waren das Hochstift Freising als auch das Hochstift Augsburg in Lajen umfassend begütert und unterhielten hier jeweilige Meierhöfe. Kirchlich gilt Lajen als die Urpfarre von Gröden und Kolfuschg im Gadertal.
Im Jahr 1929 wurde Griesbruck von Lajen abgetrennt und der Gemeinde Klausen angeschlossen.

## Name
Der Name ist möglicherweise mit der im Itinerarium Antonini und in der Tabula Peutingeriana genannten römischen Straßenstation bzw. Brücke namens Sublavio in Verbindung zu bringen, das als „unter Lajen“ gedeutet werden könnte. Demnach ließe sich für Lajen ein antikes *Lavio annehmen, das über ein ladinisiertes  *Lagion und Laion schließlich zu Lajen eingedeutscht wurde.
Die Siedlung selbst taucht zum ersten Mal als Legian in einer Schenkungsurkunde des Hochstifts Freising von 993/94–1005 auf. In diesem Dokument übergibt eine Witwe namens Luitpirch ihren gesamten Grundbesitz dem Bischof Albuin von Brixen.

## Kultur & Sehenswürdigkeiten

### Bauwerke

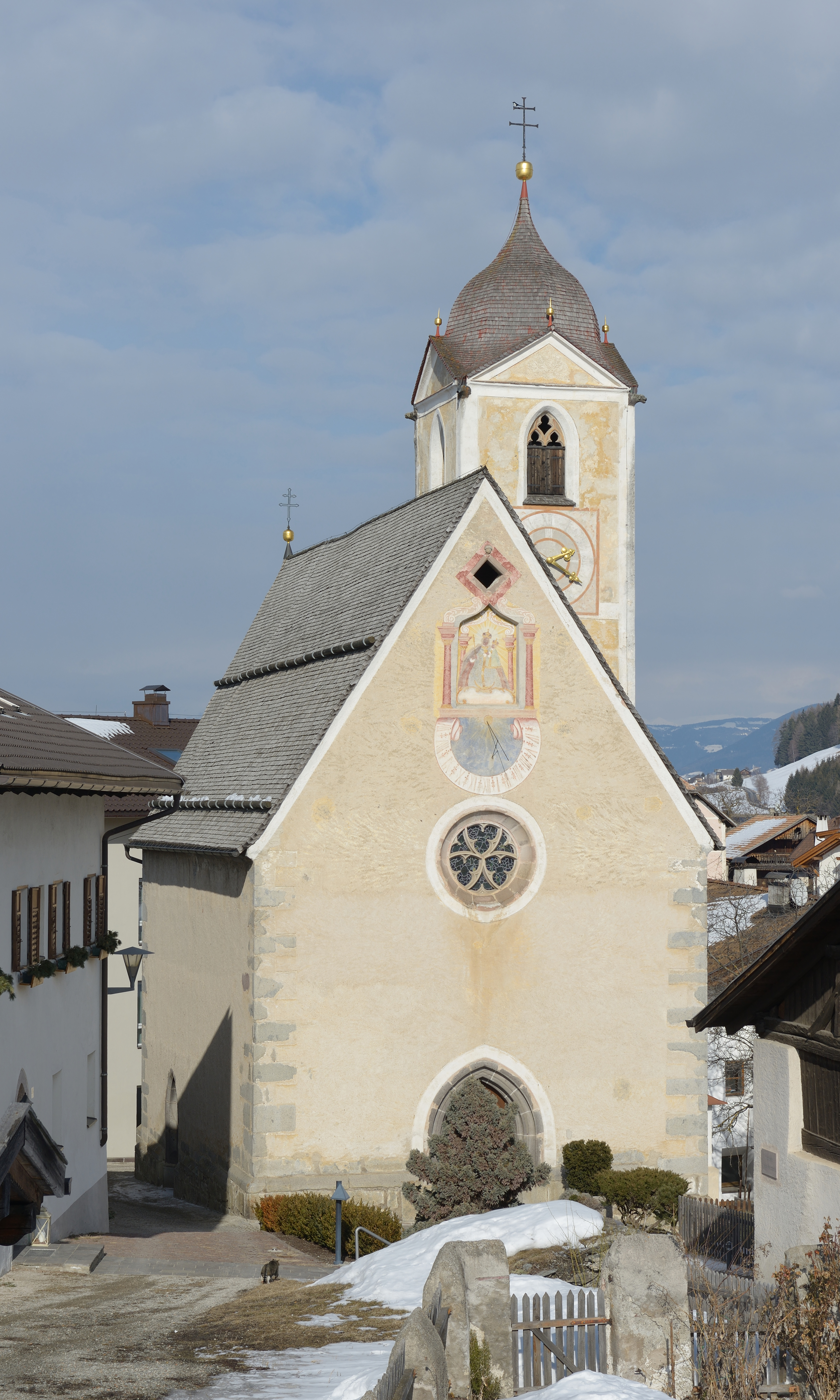
Spätgotische Kirche Unsere Liebe Frau in Lajen

- Pfarrkirche St. Peter

### Walther von der Vogelweide
Lajen gehört zu jenen Orten, die als Geburts- und/oder als Wohnort von Walther von der Vogelweide diskutiert werden. Hierzu haben unter anderem die Forschungen des aus St. Martin in Passeier stammenden Lajener Pfarrers und späteren Salzburger Erzbischofs Johannes Evangelist Haller beigetragen. Für Lajen ist dies mit der überregionalen Bekanntheit seiner Vogelweiden daraus zu begründen, dass das Lajener Ried, in dem sich Vogelweiden finden, in landschaftlicher Nähe und Verbindung zum Ort Waidbruck steht. Waidbruck beziehungsweise Sublavio („unter Lajen“) war bis zur Eröffnung des Kunterswegs durch die Eisackschlucht (um 1314) eine Schlüsselstelle an der so genannten Kaiserstraße. Viele Reisende, Kaufleute, Pilger und geistliche Herren kamen hier vorbei. Auch die Besitzungen des Hochstiftes Augsburg und des Bistums Freising in Lajen sorgten für viel Mobilität. Bischof Wolfger von Passau, ein Förderer Walthers, hat seine Durchreise auf dieser Route dokumentiert. Der Name Waidbruck geht jedoch nicht auf Weiden zurück. Dem Ortsnamen liegt nicht althochdeutsch wida (‚Weide‘), sondern weida (‚Nahrungserwerb‘) wie in Weidmann zugrunde, und er hat wohl mit der höfischen Sprache der Trostburg zu tun (etwa ‚Brücke zum Jagdrevier‘).
In Lajen werden in unregelmäßigen Abständen unter reger Beteiligung örtlicher Vereine und Geschäfte Wandertage und Umzüge mit dem Motto „Walther von der Vogelweide“ veranstaltet, zuletzt als 4. Wandertag („Marcia“) am 26. Juli 2014. In Lajen gibt es auch eine Von-der-Vogelweide-Straße.
2023 wurde mit dem Minnehus ein Besucherzentrum zur Thematik eröffnet.

### Landschaftsbild

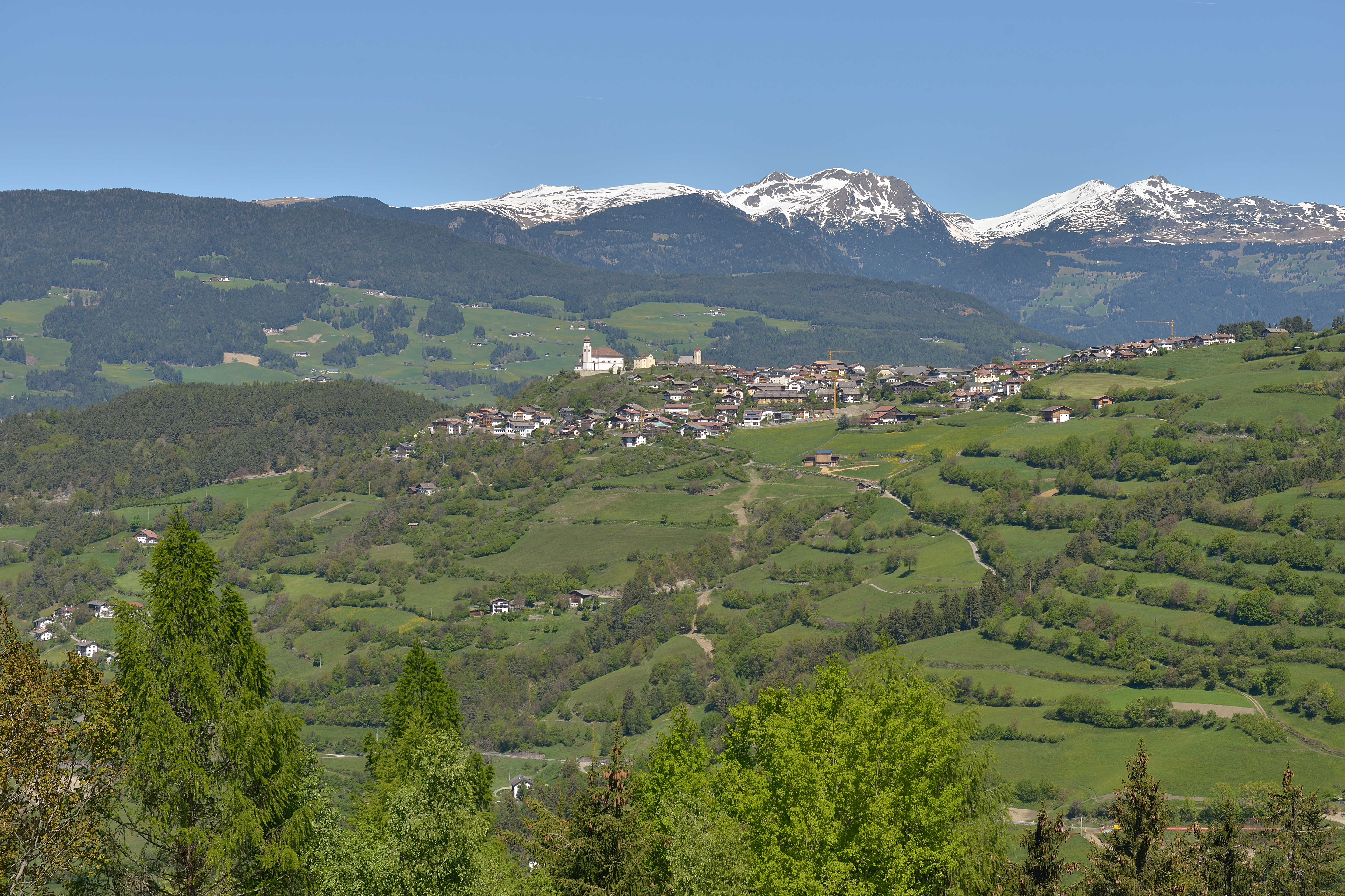
Die Kulturlandschaft um den Hauptort Lajen

Das Siedlungsgebiet in Lajen wird von verstreuten Höfen und Weilern geprägt.
Die zahlreichen Ackerterrassen und die sie umgebenden Flurgehölze (Bäume und Sträucher) gehören zu den Merkmalen der Kulturlandschaft an den südexponierten Hängen um die Höfe vom Lajener Ried.

### Wandern
In der Gemeinde Lajen gibt es zahlreiche Wanderwege, so u. a. Mittelgebirgswanderungen und Bergwanderungen auf die Raschötz. Der Poststeig führt von Lajen nach St. Ulrich in Gröden. Sehr beliebt sind die Törggelewanderungen.

## Politik
Bürgermeister seit 1952:
- Anton Schmalzl: 1952–1960
- Anton Schenk: 1960–1966
- Otto Ploner: 1966–1974
- Alois Unterthiner: 1974–1990
- Gottfried Vonmetz: 1990–1995
- Engelbert Grünberger: 1995–2010
- Stefan Leiter: seit 2010

## Bevölkerung
Lajen ist gemäß den erhobenen Sprachgruppenzugehörigkeitserklärungen bzw. Sprachgruppenzuordnungserklärungen eine mehrheitlich deutschsprachige Gemeinde. Als Berechnungsgrundlage der folgenden Prozentwerte wurden die gültigen Erklärungen von Personen mit italienischer Staatsbürgerschaft herangezogen.
| Sprache     | 1981    | 1991    | 2001    | 2011    | 2024    |
| ----------- | ------- | ------- | ------- | ------- | ------- |
| Deutsch     | 96,38 % | 94,70 % | 90,82 % | 89,93 % | 86,26 % |
| Italienisch | 2,27 %  | 3,02 %  | 5,34 %  | 3,93 %  | 7,14 %  |
| Ladinisch   | 1,35 %  | 2,28 %  | 3,84 %  | 6,14 %  | 6,59 %  |

## Bildung
In der Gemeinde gibt es Bildungseinrichtungen für die deutsche Sprachgruppe. Zu diesen gehören vier Grundschulen im Hauptort Lajen, in Albions, Ried und St. Peter.

## Verkehr
Für den Kraftverkehr ist Lajen in erster Linie durch die SS 242 dir erschlossen. Nahe der Talsohle am Eisack verlaufen zudem die A22 und die Brennerbahn. Letztere bietet am Bahnhof Waidbruck-Lajen – trotz größerer Nähe zum Waidbrucker Ortszentrum auf Lajener Gemeindegebiet gelegen – eine Zugangsstelle.

## Persönlichkeiten

### Söhne und Töchter der Gemeinde
- Martin Goller (1764–1836), Benediktiner, Komponist und Kompositionslehrer